# دوریس اولافسدوتیر
دوریس اولافسدوتیر (انگلیسی: Doris Olafsdóttir؛ زادهٔ ۱۳ ژوئیهٔ ۱۹۸۶) بازیکن فوتبال اهل دانمارک است.
از باشگاه‌هایی که در آن بازی کرده‌است می‌توان به باشگاه فوتبال هاونر بولتفلاگ اشاره کرد.
وی همچنین در تیم‌های ملی فوتبال زنان جزایر فارو بازی کرده‌است.